# Ministre d'Irlandès
El Ministre d'Irlandès fou el títol del Ministre del departament oficial govern de la República Irlandesa, l'Estat autoproclamat que va ser establert el 1919 pel Dáil Éireann, l'assemblea parlamentària formada per la majoria dels diputats escollits a les eleccions generals de 1918. La cartera fou creada per tal de promoure el gaèlic irlandès arreu del país. El càrrec fou abolit al cap d'un any d'existència, després de la conclusió de les negociacions per la independència amb el Regne Unit que acabaren amb la signatura del Tractat Angloirlandès. El 1956 el càrrec va ser restablert en certa meanera, amb la creació del nou Ministre de Gaeltacht.

## Ministre d'Irlandès
| Nom | Nom             | Mandat             | Mandat             | Partit    | President del Dáil Éireann | President del Dáil Éireann |
| --- | --------------- | ------------------ | ------------------ | --------- | -------------------------- | -------------------------- |
|     | Seán T. O'Kelly | 29 de juny de 1920 | 26 d'agost de 1921 | Sinn Féin |                            | Éamon de Valera            |